# Martino Giuseppe Zebrowski
Martino Giuseppe Zebrowski albo Marcin Józef Żebrowski – album z nagranymi na żywo kantatami Marcina Józefa Żebrowskiego, wydany w ramach cyklu przedstawiającego twórczość mistrzów polskiego baroku pod dyrekcją Andrzeja Kosendiaka. Płyta została wydana 9 sierpnia 2019 przez Narodowe Forum Muzyki (NFM 58) / CD Accord (ACD 258). Nominacja do Fryderyka 2020 w kategorii Album Roku Muzyka Oratoryjna i Operowa.

## Lista utworów
- [1] Rorate coeli 3'43

Magnificat [29'44]
- [2] Chorus: Magnificat anima mea 1'46
- [3] Aria: Quia respexit (A) 2'52
- [4] Aria: Quia fecit mihi magna (S) 2'13
- [5] Chorus: Et misericordia 1'39
- [6] Aria: Fecit potentiam (B) 3'24
- [7] Duo: Deposuit potentes (S&A) 4'29
- [8] Chorus: Esurientes implevit bonis 2'44
- [9] Aria: Suscepit Israel (S) 4'01
- [10] Aria: Sicut locutus est (T) 3'38
- [11] Chorus: Gloria Patri 2'54

Missa Pastoritia [25'01]
Kyrie
- [12] Chorus: Kyrie eleison 0'58
- [13] Chorus: Christe eleison 1'44

Gloria
- [14] Chorus: Gloria 1'02
- [15] Aria: Domine Deus (S) 2'45
- [16] Chorus: Qui tollis peccata mundi 1'33
- [17] Duo: Quoniam tu solus Sanctus (T&B) 1'49
- [18] Chorus: Cum Sancto Spiritu 1'39

Credo
- [19] Chorus: Credo in unum Deum 1'03
- [20] Chorus: Et incarnatus est 1'42
- [21] Chorus: Et resurrexit 1'30

Sanctus
- [22] Chorus: Sanctus 1'00
- [23] Aria: Benedictus (A) 3'52
- [24] Chorus: Osanna 1'35

Agnus Dei
- [25] Chorus: Agnus Dei 0'59
- [26] Chorus: Dona nobis pacem 1'42

## Wykonawcy
- Andrzej Kosendiak – dyrygent
- Jian Hui Mo – sopran chłopięcy
- Matthew Venner – kontratenor
- Maciej Gocman – tenor
- Felix Schwandtke – bas
- Chór Chłopięcy NFM
- Małgorzata Podzielny – dyrektor artystyczny Chóru Chłopięcego NFM
- Chór NFM
- Agnieszka Franków-Żelazny – dyrektor artystyczny Chóru NFM
- Wrocławska Orkiestra Barokowa
- Jarosław Thiel – dyrektor artystyczny orkiestry Wrocławskiej Orkiestry Barokowej